# Carrera Décima
La avenida Carrera Décima, conocida también como avenida Fernando Mazuera (históricamente Avenida del Libertador) es una vía arteria del centro de Bogotá, Colombia. Fue diseñada y realizada entre 1945 y 1960. Al sur comienza en la localidad San Cristóbal, encontrándose sin embargo la mayor parte de su trazado en la de Santa Fe, donde concluye a la altura del Museo Nacional, en la Calle 28.

## Trazado
Inicia su recorrido en el barrio de Las Lomas, ubicado entre los cerros de San Cristóbal, al suroriente de la ciudad. La vía continúa al norte, pasando cerca al barrio 20 de julio, para llegar al Centro de Bogotá. A la altura del Museo Nacional se une con la Carrera Séptima.

## Historia
La carrera Décima durante la época colonial estaba conformada por senderos angostos que conservaban la misma disposición de las demás calles, siguiendo el trazado de damero original de la ciudad. En su corto trayecto recibía diversos nombres, como calle de las siete vueltas, calle de las águilas, calle de Santa Inés, calle de las brujas, entre otros y se enmarcaba entre los puentes de Córdoba en el río San Agustín y el puente Filadelfia, en el río San Francisco. La continuidad de la calle estaba cortada por el Monasterio de la Concepción, que se ubicaba entre las actuales calle 10 y 11.
El proyecto para la ampliación de la carrera Décima fue publicado por el arquitecto Edgar Burbano en el primer número de la revista Proa en agosto de 1946. Las obras comenzaron en 1947, pasando a tener de 8 a 40 metros de ancho. Para trazar la Décima fue necesario derribar varias de las construcciones contenidas en el costado oriental de las cuadras ubicadas entre esta y la Carrera Once, con lo cual se eliminaron en la década de 1950 edificios de valor histórico y arquitectónico, como la iglesia y convento de Santa Inés, de la primera mitad del siglo XVII, la plaza de mercado de La Concepción, de 1864, el edificio Salgado, y la plaza de Mercado de Las Nieves, de 1905 (según varios analistas, la Carrera Décima fue preludio a la infame Calle del Cartucho). La avenida lleva el nombre de Fernando Mazuera, por haber este sido el principal impulsor de su construcción durante sus diferentes gobiernos como Alcalde de Bogotá.
La apertura de la Carrera Décima favoreció el desarrollo de la arquitectura moderna en la ciudad, construyéndose varios inmuebles relevantes, como los edificios de la Sociedad de agricultores, en 1951; las Residencias El Parque, en 1952; el Martín Gómez y el Centro Internacional, en 1953; el Seguros Bolívar y el hospital San Juan de Dios, de la Caja de Crédito Agrario Industrial y Minero, en 1956; el Gómez, en 1957; el Acción Cultural Popular y el Ordóñez, en 1958; el Edificio del Banco de Bogotá, en 1959; el Colombiana de Capitalización y el Tissot, en 1961; el Manuel Mejía, en 1963; el Carrera Décima, el Guevara y el Tec Vivienda, en 1965; el Camacol, en 1966; el Sarga y el Lonja de Propiedad Raíz, en 1968; el Banco Comercial Antioqueño, en 1970; y el Colseguros, en 1974, actual sede de la Contraloría nacional.
Otros inmuebles y lugares relevantes en su trazado son las iglesias San Juan de Dios y San Diego; la plaza de La Rebeca; el Museo Nacional; el edificio Camacho Ortiz, de 1939; la Cité Restrepo, de 1940; y el parque Tercer Milenio, de 2004.

## TransMilenio
La carrera Décima hace parte de la fase III de TransMilenio (línea L), comenzando en la Calle 25, posteriormente cuenta con conexión con la Avenida Caracas en la Calle Sexta, y finaliza en la Calle 31 Sur. 

## Galería

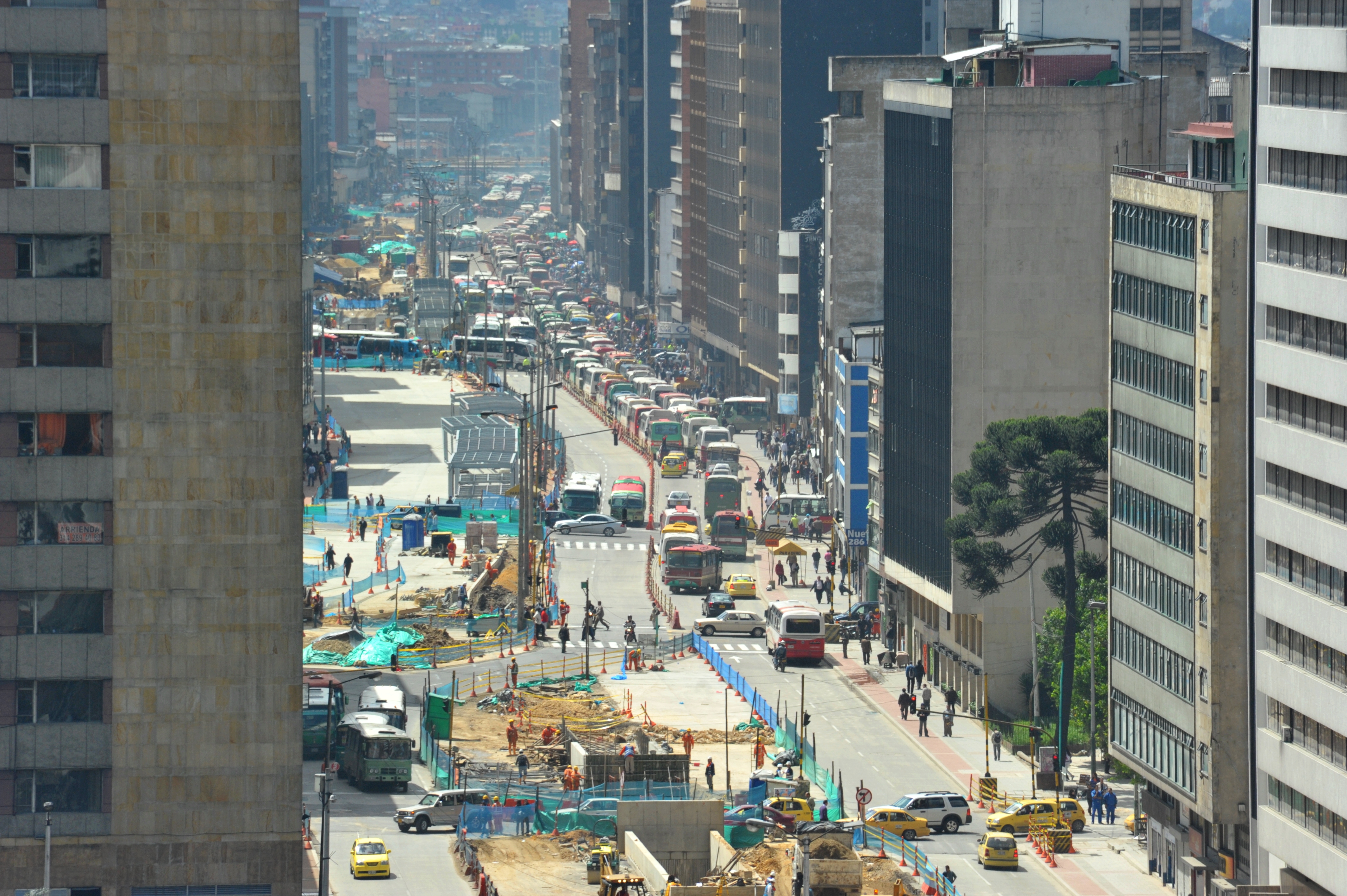
Construcción de la troncal de TransMilenio hacia la calle 24
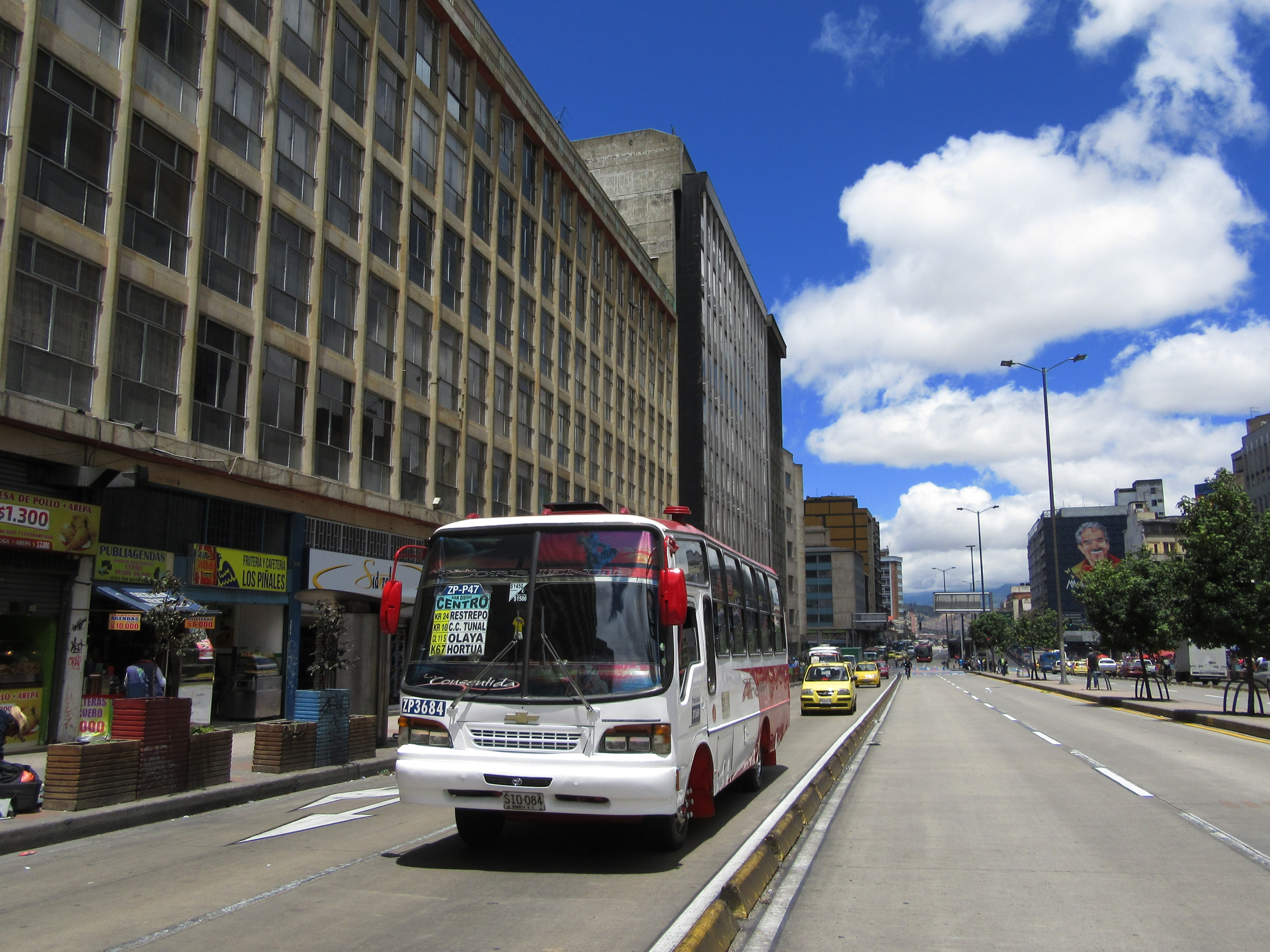
La Décima entre la Avenida Jiménez y la calle 15
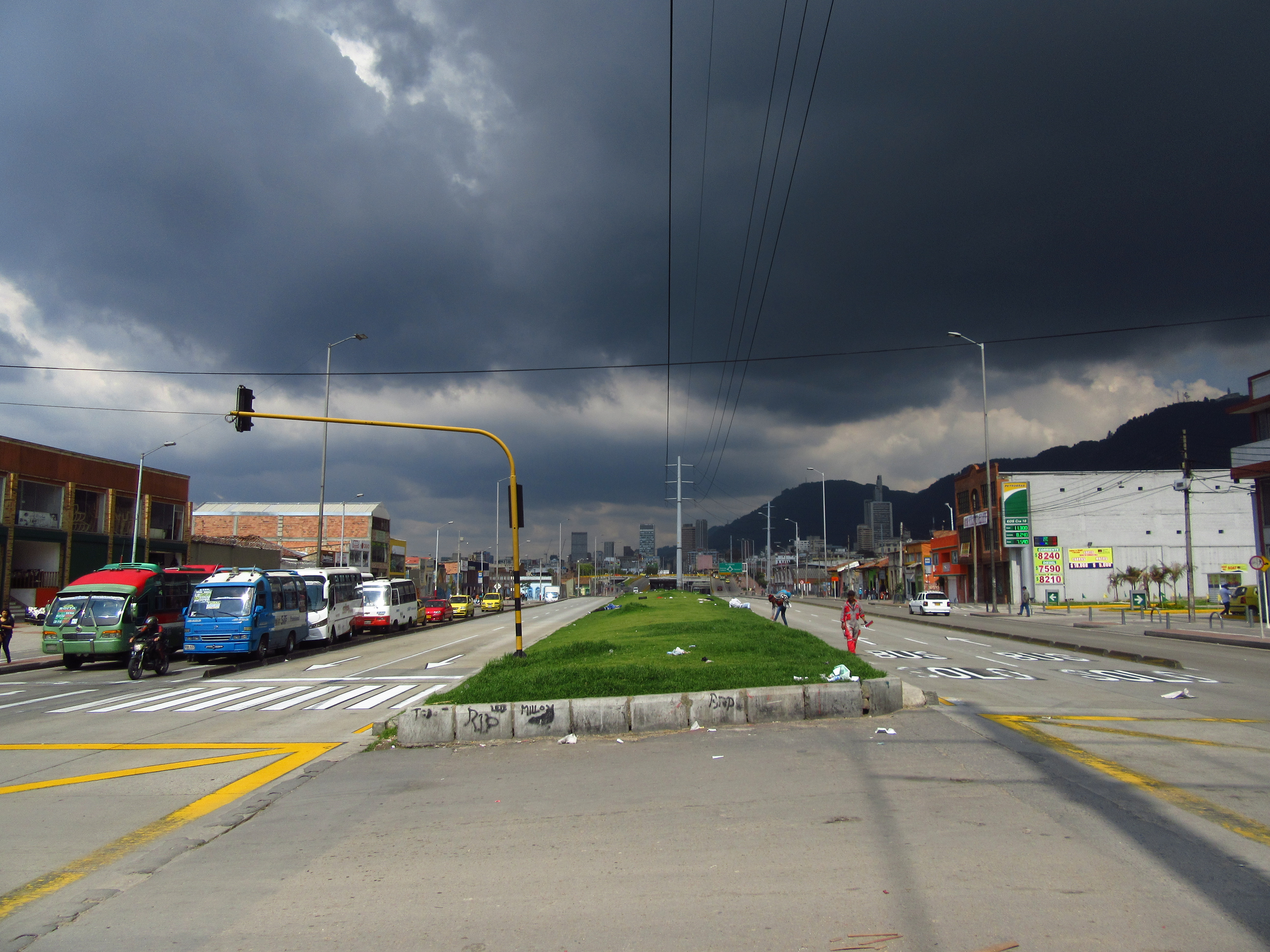
La Décima a la altura de la calle 2, barrio Las Cruces